# Glenn Close
Pour les articles homonymes, voir Close.
Glenn Close [ɡlɛn kloʊs], née le 19 mars 1947 à Greenwich, est une actrice, scénariste et productrice américaine.
Ayant commencé sa carrière sur les planches des théâtres de New York, elle a rapidement entamé une carrière polyvalente au cinéma et à la télévision, étant régulièrement saluée et citée comme l'une des meilleures actrices de sa génération.
Nommée huit fois aux Oscars du cinéma, elle a remporté entre autres trois Emmy Awards,

## Biographie

### Jeunesse et formation
Glenn Close est née dans le Connecticut au sein d'une famille aisée, fille de William Taliaferro Close, chirurgien  et docteur personnel du président du Zaïre, Mobutu Sese Seko, et de son épouse Bettine Moore Close. Elle est la nièce du chef d'orchestre new-yorkais Leon Barzin et a deux sœurs, Jessie et Tina, et un frère nommé Sandy. 
Après une enfance assombrie par le fait que ses parents l'aient abandonnée aux mains de Réarmement moral qu'elle considère comme une secte, elle se réfugie dans le théâtre, qu'elle découvre lorsqu'elle intègre le prestigieux pensionnat de Choate Rosemary Hall dans le Connecticut. Elle y fonde, avec quelques amies, une troupe où elle exerce ses talents artistiques, en écrivant et jouant des textes comiques.
À l'âge de 22 ans, elle intègre l'université The College of William and Mary, dans laquelle elle poursuit ses cours d'arts dramatiques en parallèle avec ses études d'anthropologie. Elle se lance dans la carrière d'actrice après avoir vu une interview télévisée de Katharine Hepburn.
Après l’obtention de ses diplômes, elle part s’installer, à New York.  Elle y intègre le Phoenix Theater où elle participe, en tant que comédienne, à une multitude de pièces et de comédies musicales.

### Carrière
En 1975, à l’âge de 28 ans, elle fait sa première apparition à la télévision dans The Rules of the Game.
Glenn Close est une habituée des planches de Broadway. Elle décroche son premier grand rôle en 1978 dans la pièce policière The Crucifer of Blood, puis obtient sa première nomination au Tony Awards grâce à la comédie musicale Barnum. Elle le remporte finalement en 1984 pour sa performance dans The Real Things aux côtés de Jeremy Irons. Par la suite, elle en gagne deux autres, en 1992 pour Death and the Maiden, puis en 1994 pour Sunset Boulevard.
Elle fait ses débuts remarqués au cinéma en 1982 dans Le Monde selon Garp, qui lui vaut une nomination à l'Oscar de la meilleure actrice dans un second rôle.
Elle apparaît ensuite, dans Les Copains d'abord, pour lequel elle est à nouveau nommée aux Oscars, et Le Meilleur, film de Barry Levinson en 1984.
Mais c’est finalement en 1987 que l’actrice a rendez-vous avec le plus gros succès public de sa carrière, lorsqu’elle incarne, aux côtés de Michael Douglas, Alex Forrest, dangereuse et déséquilibrée maîtresse de Dan Gallagher, dans le film Liaison fatale d'Adrian Lyne. Sa performance est classée septième dans la American Film Institute's villains list.
Elle enchaîne, en 1988, avec le rôle de la Marquise de Merteuil dans Les Liaisons dangereuses de Stephen Frears, aux côtés de John Malkovich, Michelle Pfeiffer, Uma Thurman et Keanu Reeves.
Ces deux dernières interprétations lui valurent d’être nommée à l'Oscar de la meilleure actrice.
Parallèlement, Close continue de mener sa carrière tant à la télévision qu'au théâtre.
Elle joue dans Something about Amelia en 1984 pour lequel elle est nommée aux Golden Globes ainsi qu’aux Emmy Awards.
En 1995, Glenn Close remporte le Tony Award de la meilleure actrice pour son rôle de Norma Desmond dans la comédie musicale Sunset Boulevard.

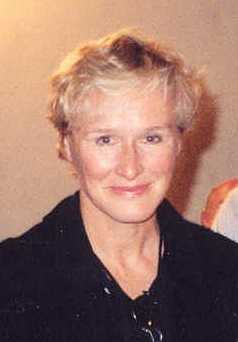
L'actrice en 1997.

Elle est surtout choisie au cinéma pour incarner des personnages graves voire sombres comme dans La Maison aux esprits, de Bille August en 1993.
Elle joue également dans des superproductions hollywoodiennes telles que, l'adaptation cinématographique de Walt Disney, Les 101 Dalmatiens où elle tient le rôle de la déjantée Cruella d'Enfer, créatrice de mode obsédée par la fourrure, en 1996 ainsi que dans sa suite en 2000. Puis, dans le film parodique Mars Attacks! de Tim Burton, en 1996, aux côtés de Jack Nicholson, Annette Bening, Pierce Brosnan, Danny DeVito, Sarah Jessica Parker, Michael J. Fox et Natalie Portman. Et enfin dans Air Force One, film de Wolfgang Petersen, sorti en 1997, où elle côtoie Harrison Ford et Gary Oldman.
Mais le registre dramatique reste tout de même inné chez elle. Allant de son rôle de nièce arriviste dans Cookie's Fortune de Robert Altman de 1999 avec Julianne Moore et Liv Tyler, à celui de mère incomprise dans The Safety of Objects, en passant par celui de femme médecin faisant le bilan de sa vie dans Ce que je sais d'elle... d'un simple regard de Rodrigo García.
Depuis les années 2000, l’actrice s’illustre dans quelques apparitions plus ou moins occasionnelles à la télévision, avant de s’installer pour 59 épisodes (de 2007 à 2012) dans la série Damages, dans le rôle de Patty C. Hewes, brillante avocate, à laquelle aucune affaire ne semble résister.
Cependant, on la retrouve sur grand écran, dans Pinocchio de Roberto Benigni en 2003, dans Nine Lives de Rodrigo García en 2005, et dans Le Temps d'un été de Lajos Koltai en 2007.
L’artiste aux multiples facettes prête sa voix au personnage de Granny dans la production La Véritable Histoire du Petit Chaperon rouge en 2005 et dans sa suite La Revanche du Petit Chaperon rouge en 2011.
En 2012, elle est à l'affiche d’Albert Nobbs, un film qu'elle a écrit et produit et où elle joue le rôle d'une femme contrainte de se travestir en homme pour se faire une place dans la société encore très patriarcale de l'Irlande du XIXe siècle. Cette prestation lui vaut une nouvelle nomination aux Golden Globes et une nomination à l'Oscar de la meilleure actrice.

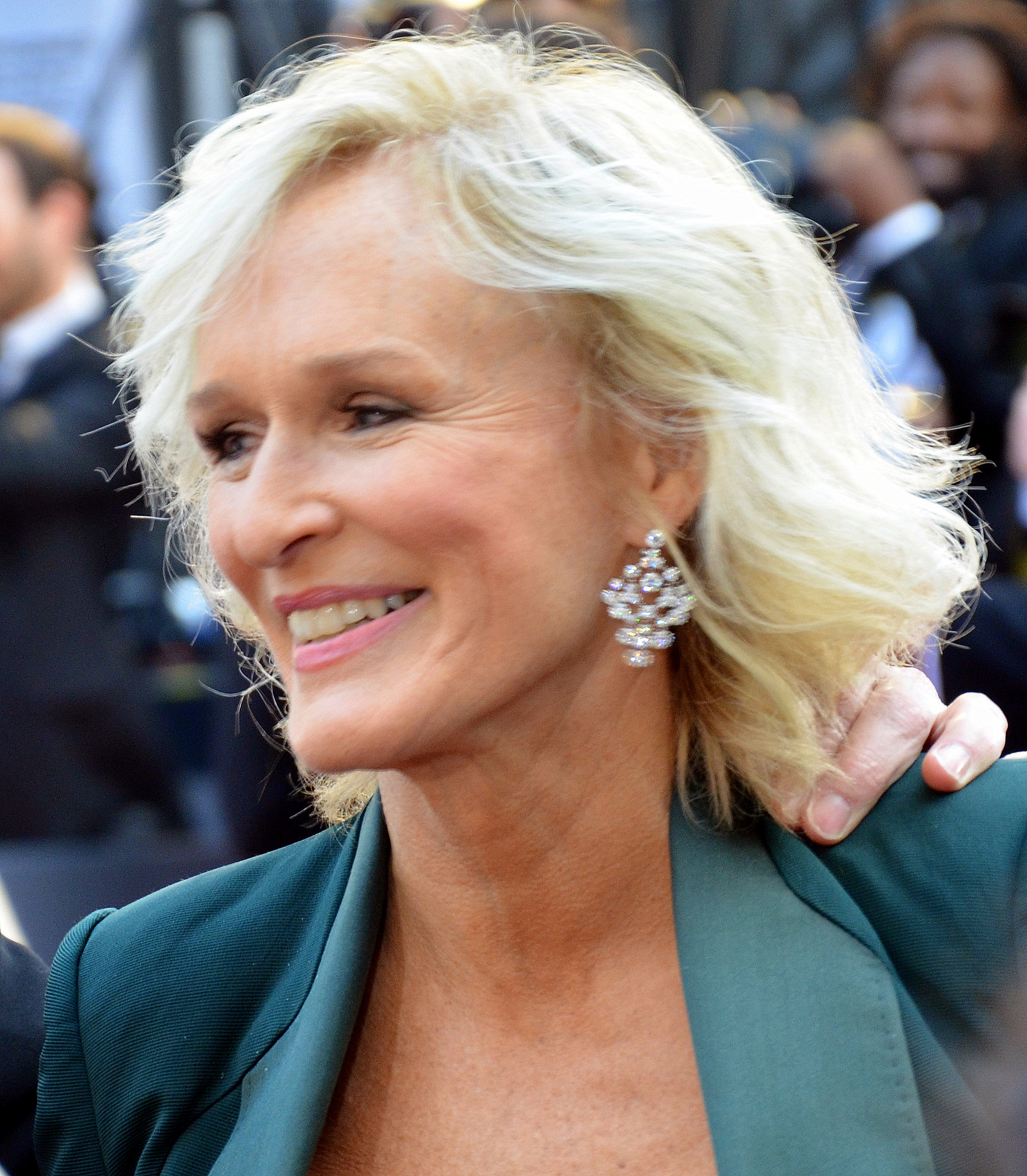
L'actrice sur le tapis rouge de la 84e cérémonie des Oscars en 2012.

En 2016 à Londres puis en 2017 à New York, Glenn Close endosse de nouveau le rôle de Norma Desmond dans un revival de la comédie musicale Sunset Boulevard pour laquelle elle avait reçu le Tony Award de la meilleure actrice. Glenn Close serait en sérieux pourparlers pour reprendre ce rôle tenu historiquement par Gloria Swanson dans une adaptation cinématographique produite par la Paramount (détentrice des droits du film Sunset Boulevard). Le tournage débuterait en janvier 2018.
En octobre 2017 elle reçoit un Golden Icon Award au Festival du film de Zurich.
Lors du Festival international du film de Saint-Sébastien 2022 elle préside le jury remettant la Coquille d'or. Finalement pour raison familiale elle doit renoncer.

### Palmarès au cours de sa carrière
Le palmarès de l’actrice est des plus impressionnants ; quatorze nominations aux Emmy Awards dont 3 victoires, seize nominations et 3 victoires aux Golden Globes, huit nominations aux Oscars, quatre nominations aux Tony Awards ainsi que 10 nominations au Screen Actors Guild Award. Le 12 janvier 2009, elle se voit même attribuer la 2378e étoile du fameux Walk of Fame d'Hollywood.

### Vie privée
Glenn Close a été mariée quatre fois :
- avec Jack Roose de 1965 à 1968
- avec Cabot Wade de 1969 à 1971
- avec James Marlas de 1984 à 1987
- avec David Evans Shaw de 2006 à 2015

Elle a eu une fille en 1988, prénommée Annie Maude Starke avec le producteur John H. Starke. Le 7 janvier 2025 elle devient grand-mère, Rory Westaway Albu naissant. 
Elle est la cousine issue de germains du père de l'actrice Brooke Shields[réf. nécessaire].
À l'âge de sept ans, ses parents la placent comme pensionnaire en Suisse (eux-mêmes étant alors au Congo belge, où son père sert de médecin personnel à Mobutu Sese Seko et lutte contre une épidémie de maladie à virus Ebola), dans un pensionnat dirigé par ce qu'elle décrit comme une secte contrôlée par le révérend Frank Buchman, « un fondamentaliste évangélique de Pennsylvanie violemment anti-intellectuel et peut-être homophobe » ; dans l'interview à Hollywood Reporter au cours de laquelle l'actrice a parlé de cette expérience traumatisante et de l'impact profond que cela a eu sur elle, elle a déclaré qu'elle avait réussi à pardonner à son père, car « le pardon est sans doute le concept le plus révolutionnaire qui existe dans notre monde actuel, parce que sans le pardon, on perpétue ce qui s'est passé. Il faut qu'on dise : ça s'arrêtera avec moi ».

## Filmographie

### Cinéma

#### Actrice

##### Années 1980
- 1982 : Le Monde selon Garp (The World According to Garp) de George Roy Hill : Jenny Fields
- 1983 : Les Copains d'abord (The Big Chill) de Lawrence Kasdan : Sarah
- 1984 : The Stone Boy de Christopher Cain : Ruth Hillerman
- 1984 : Le Meilleur (The Natural) de Barry Levinson : Iris Gaines
- 1985 : À double tranchant (Jagged Edge) de Richard Marquand : Teddy Barnes
- 1985 : Maxie de Paul Aaron : Jan / Maxie
- 1987 : Liaison fatale (Fatal Attraction) d'Adrian Lyne : Alex Forrest
- 1988 : Les Liaisons dangereuses (Dangerous Liaisons) de Stephen Frears : la marquise de Merteuil
- 1989 : Famille immédiate (Immediate Family) de Jonathan Kaplan : Linda Spector

##### Années 1990
- 1990 : Le Mystère von Bülow (Reversal of Fortune) de Barbet Schroeder : Sunny von Bulow / la narratrice
- 1990 : Hamlet de Franco Zeffirelli : Gertrude
- 1991 : La Tentation de Vénus (Meeting Venus) d'Istvan Szabo : Karin Anderson
- 1991 : Hook ou la Revanche du capitaine Crochet (Hook) de Steven Spielberg : Gutless
- 1993 : La Maison aux esprits (The House of the Spirits) de Bille August : Férula Trueba
- 1994 : Le Journal (The Paper) de Ron Howard : Alicia Clark
- 1995 : Les galons du silence de Jeff Bleckner
- 1996 : Mary Reilly de Stephen Frears : Mrs Farraday
- 1996 : Les 101 dalmatiens (101 Dalmatians) de Stephen Herek : Cruella d'Enfer
- 1996 : Mars Attacks! de Tim Burton : Marsha Dale
- 1997 : Paradise Road de Bruce Beresford : Adrienne Pargiter
- 1997 : Air Force One de Wolfgang Petersen : la vice-présidente Kathryn Bennett
- 1998 : In and Out de Frank Oz : elle-même
- 1998 : Welcome to Hollywood d'Adam Rifkin et Tony Markes : elle-même
- 1999 : Cookie's Fortune de Robert Altman : Camille Dixon

##### Années 2000
- 2000 : Ce que je sais d'elle... d'un simple regard (Things You Can Tell Just by Looking at Her) de Rodrigo García : Dr Elaine Keener (segments This is Dr. Keener et Fantasies about Rebecca)
- 2000 : 102 Dalmatiens (102 Dalmatians) de Kevin Lima : Cruella d'Enfer
- 2001 : The Safety of Objects de Rose Troche: Esther Gold
- 2003 : Le Divorce de James Ivory : Olivia Pace
- 2004 : Et l'homme créa la femme (The Stepford Wives) de Frank Oz : Claire Wellington
- 2004 : Heights de Chris Terrio : Diana
- 2005 : Nine Lives de Rodrigo García : Maggie
- 2005 : Génération Rx (The Chumscrubber) d'Arie Posin : Mrs Johnson
- 2008 : Le Temps d'un été (Evening) de Lajos Koltai : Mrs. Wittenborn

##### Années 2010
- 2011 : Albert Nobbs de Rodrigo García : Albert Nobbs
- 2014 : Anesthesia de Tim Blake Nelson : Marcia Zarrow
- 2014 : Les Gardiens de la Galaxie (Guardians of the Galaxy) de James Gunn : Nova Prime Irani Rael
- 2014 : Low Down de Jeff Preiss : Gram
- 2015 : La Femme du diplomate (5 to 7) de Victor Levin : Arlene
- 2016 : La Fabuleuse Gilly Hopkins de Stephen Herek: Nonnie Hopkins
- 2016 : The Last Girl : Celle qui a tous les dons (The Girl with All the Gifts) de Colm McCarthy : Dr Caroline Caldwell
- 2016 : Warcraft : Le Commencement (Warcraft) de Duncan Jones : Alodi
- 2017 : Seven Sisters de Tommy Wirkola : Nicolette Cayman
- 2017 : Father Figures de Lawrence Sher : Helen Baxter
- 2017 : La Maison biscornue (Crooked House)  de Gilles Paquet-Brenner : Lady Edith de Haviland
- 2017 : Wilde Wedding de Damian Harris : Eve Wilde
- 2017 : The Wife de Björn Runge : Joan Castleman

##### Années 2020
- 2020 : Four Good Days de Rodrigo García : Deb
- 2020 : Une ode américaine (Hillbilly Elegy) de Ron Howard : Mawmaw
- 2021 : Swan Song de Benjamin Cleary : Docteur Scott
- 2023 : Agent Stone de Tom Harper : le roi de carreau
- 2024 : The Deliverance de Lee Daniels : Alberta
- 2024 : Brothers de Max Barbakow
- 2024 : Super/Man : L'Histoire de Christopher Reeve (Super/Man: The Christopher Reeve Story) (documentaire) de Ian Bonhôte et Peter Ettedgui : elle-même
- 2025 : Back in Action de Seth Gordon
- 2025 : Wake Up Dead Man: A Knives Out Mystery de Rian Johnson : Martha Delacroix[13]

#### Voix
- 1988 : Gandahar de René Laloux : Ambisextra
- 1999 : Tarzan de Chris Buck et Kevin Lima : Kala
- 2005 : La Véritable Histoire du Petit Chaperon rouge (Hoodwinked) de Cory Edwards, Todd Edwards et Tony Leech : Granny
- 2005 : Tarzan 2 de Brian Smith (vidéo) : Kala
- 2009 : Home de Yann Arthus-Bertrand (documentaire) : narratrice

- 2011 : Not My Life de Robert Bilheimer et Richard Young (documentaire) : narratrice
- 2011 : Love, Marilyn de Liz Garbus (documentaire) : narratrice
- 2017 : The Lavender Scare de Josh Howard (documentaire) : narratrice
- 2025 : La Ferme des animaux (Animal Farm) d'Andy Serkis

#### Scénariste et productrice
- 2012 : Albert Nobbs de Rodrigo Garcia
- 2021 : Cruella de Craig Gillespie (productrice délégué)

### Télévision

#### Actrice
- 1975 : The Rules of the Game : la voisine
- 1979 : Too Far to Go : Rebecca Kuehn
- 1979 : Orphan Train : Jessica
- 1982 : The Elephant Man : la princesse Alexandra
- 1984 : Amelia (Something About Amelia) : Gail Bennett
- 1988 : Stones for Ibarra : Sara Everton
- 1990 : She'll Take Romance
- 1991 : La Nouvelle Vie de Sarah (Sarah, Plain and Tall) de Glenn Jordan : Sarah Wheaton
- 1993 : Le Combat de Sarah (Skylark) de Joseph Sargent : Sarah Witting
- 1995-2012 : Les Simpson (The Simpsons) (série d'animation) : Mona Simpson (voix, 4 épisodes)
- 1995 : Les Galons du silence (Serving in Silence: The Margarethe Cammermeyer Story) de Jeff Bleckner : Col. Margarethe Cammermeyer
- 1997 : In the Gloaming : Janet
- 1999 : Les Déchirements du passé (Sarah, Plain and Tall: Winter's End) de Glenn Jordan : Sarah Witting
- 2000 : Un intrus dans la famille (Baby) : Sophie (voix)
- 2001 : La Ballade de Lucy Whipple (The Ballad of Lucy Whipple) de Jeremy Kagan : Arvella Whipple
- 2001 : South Pacific de Richard Pearce : Nellie Forbush
- 2003 : Brush with Fate de Brent Shields : Cornelia Engelbrecht
- 2003 : Le Lion en hiver (The Lion in Winter) d'Andreï Kontchalovski : Aliénor d'Aquitaine
- 2004 : Strip Search de Sidney Lumet : Karen Moore
- 2002 : The Shield (série) : capitaine Monica Rawling
- 2003 : À la Maison-Blanche (The West Wing) : Evelyne Baker Lang
- 2007-2012 : Damages : Patty Hewes
- 2019 : La Maison biscornue (Crooked House) de Gilles Paquet-Brenner (téléfilm) : Lady Edith de Havilland
- 2022 : La Femme qui habitait en face de la fille à la fenêtre (The Woman in the House Across the Street from the Girl in the Window) : la femme du siege 2A (épisode 8)
- 2022 : Téhéran (Tehran) : Marjan Montazeri [14]
- 2023 : The New Look de Julia Ducournau : Carmel Snow

#### Productrice
- 1991 : La Nouvelle Vie de Sarah (Sarah, Plain and Tall)
- 1993 : Le Combat de Sarah (Skylark)
- 1995 : Les Galons du silence (Serving in Silence: The Margarethe Cammermeyer Story)
- 1995 : Les Photos (Journey)
- 1999 : Les Déchirements du passé (Sarah, Plain and Tall: Winter's End)
- 2000 : Un intrus dans la famille (Baby)
- 2001 : The Ballad of Lucy Whipple
- 2001 : South Pacific
- 2017 : Wilde Wedding

#### Documentaire
- 2024 : Glenn Close, l'art de la transformation de Catherine Ulmer Lopez

## Théâtre

### Comédies musicales
- 1976 : Rex (Broadway)
- 1980 : Barnum (Charity Barnum, Broadway)
- 1994 : Sunset Boulevard
- 2003 : The Play What I Wrote (Lyceum Theatre)
- 2003 : Busker Alley
- 2017 : Sunset Boulevard (Palace Theatre)

### Broadway
- 1974 : Love for Love de William Congreve (New Phoenix Repertory Co. au Helen Hayes Theatre)
- 1974 : The Rules of the Game de Luigi Pirandello (New Phoenix Repertory Co. au Helen Hayes Theatre)
- 1974 : Frankie Addams de Carson McCullers (New Phoenix Repertory Co. au Helen Hayes Theatre)
- 1978 : The Crucifer of Blood de Paul Giovanni (Helen Hayes Theatre)
- 1983 : The Real Thing de Tom Stoppard (Plymouth Theatre)
- 1985 : Benefactors de Michael Frayn (Brooks Atkinson Theatre)
- 1992 : La Jeune Fille et la Mort d'Ariel Dorfman (Brooks Atkinson Theatre)
- 2014 : A Delicate Balance d'Edward Albee[15]

### Off-Broadway
- 1977 : The Crazy Locomotive de Stanislaw Ignacy Witkiewicz (Chelsea Theater Center)
- 1977 : Uncommon Women and Others
- 1979 : Wine Untouched
- 1979 : The Winter Dancers
- 1979 : The Singular Life of Albert Nobbs
- 1985 : For No Good Reason / Childhood
- 2018 : Mother of the Maid

### Los Angeles
- 1993 : Sunset Boulevard

### Londres
- 2002 : Un tramway nommé Désir de Tennessee Williams (National Theatre Lyttleton)
- 2016 : Sunset Boulevard (Coliseum)

## Voix francophones
En France, Evelyn Selena a été la voix française régulière de Glenn Close de 1987 à 2017. À partir de 2018, l'actrice américaine est principalement doublée par Frédérique Tirmont bien que cette dernière lui ait prêtée sa voix une première fois dans La Maison aux esprits en 1993.
Au Québec, Anne Caron est la voix régulière de Glenn Close.